# Eusceptis lelae
Eusceptis lelae là một loài bướm đêm trong họ Noctuidae.